# Pithecellobium guatemalense
Pithecellobium guatemalense är en ärtväxtart som först beskrevs av Samuel James Record, och fick sitt nu gällande namn av Paul Carpenter Standley. Pithecellobium guatemalense ingår i släktet Pithecellobium och familjen ärtväxter. Inga underarter finns listade i Catalogue of Life.